# Festuca humbertii
Festuca humbertii är en gräsart som beskrevs av René Verriet de Litardière och René Charles Maire. Festuca humbertii ingår i släktet svinglar, och familjen gräs.
Artens utbredningsområde är Marocko. Inga underarter finns listade i Catalogue of Life.